# Claudia Amengual
Claudia Amengual Puceiro (Montevideo, 7 de enero de 1969) es una traductora, profesora y escritora uruguaya.

## Biografía
Graduada como Traductora Pública en la Facultad de Derecho de la Universidad de la República. En 2003 viajó a España al ganar una beca de la Fundación Carolina para estudiar en la Universidad Complutense de Madrid.
En 2006, su novela Desde las cenizas fue galardonada con el Premio Sor Juana Inés de la Cruz por la Feria del Libro de Guadalajara y la Universidad de Guadalajara.
En 2007 fue elegida entre los escritores más destacados de América Latina en el marco de Bogotá Capital Mundial del Libro. Integra el grupo Bogotá39.
Ha escrito novelas y cuentos algunos de los cuales han sido premiados en concursos, traducidos y publicados en antologías de Uruguay, México, Perú, Colombia, Argentina, España, Francia y Alemania.
Temas recurrentes en su literatura son la hipocresía social, el tedio, la rutina, el miedo al cambio, la violencia; una sociedad pacata y cobarde que alienta el consumo y el bienestar material en detrimento de ciertos valores.
Después de tres años de investigación entre Montevideo, Buenos Aires y París, publicó en 2012 una biografía de Susana Soca y un análisis de su obra poética y ensayística.
En 2013 publicó en Estados Unidos la antología El rap de la morgue y otros cuentos. 
En 2014, su novela inédita, Cartagena, fue seleccionada entre las 10 mejores de un total de 1462 novelas presentadas al Premio Herralde de Novela, Editorial Anagrama. La novela se publicó en 2015.
Ha participado como jurado en varios concursos literarios.
Es columnista regular de la revista Galería de Búsqueda y colabora con varias publicaciones del exterior.

## Obras
- Juliana y los libros, 2020 (novela)[12]
- El lugar inalcanzable, 2018 (novela)[13]
- Viajar y escribir: nueve destinos que inspiran, 2017 (ensayo)
- Una mirada al periodismo cultural: Jaime Clara y "Sábado Sarandí", 2016 (ensayo)[14]
- Cartagena, 2015 (novela)[15][16][17]
- El rap de la morgue y otros cuentos, 2013 (cuentos)[18]
- Rara avis. Vida y obra de Susana Soca, 2012 (ensayo)[9]
- Falsas ventanas, 2011 (novela)[19]
- Nobleza obliga, 2010 (columnas periodísticas en la revista Galería)[20]
- Diez años de Arquitectos de la Comunidad, 2010 (institucional)
- Más que una sombra, 2007 (novela)[21]
- Desde las cenizas, 2005 (novela)
- El vendedor de escobas, 2002 (novela)[22]
- La rosa de Jericó, 2000 (novela)[23][24]

## Premios
- 2006, Premio Sor Juana Inés de la Cruz por Desde las cenizas. Feria del Libro de Guadalajara y Universidad de Guadalajara.[6][11]
- 2018, Premio Nacional Ciudadano de Oro, CELADE (Centro Latinoamericano de Desarrollo).
- 2018, Mención en el Concurso Literario Juan Carlos Onetti, categoría Dramaturgia, por Camaleón, camaleón[25][26]

Amengual fue galardonada con el Premio Legión del Libro otorgado por la Cámara Uruguaya del Libro.